# Trypeticus pederseni
Trypeticus pederseni är en skalbaggsart som beskrevs av Kanaar 2003. Trypeticus pederseni ingår i släktet Trypeticus och familjen stumpbaggar. Inga underarter finns listade i Catalogue of Life.